# Amata inversa
Amata inversa är en fjärilsart som beskrevs av Hermann Stauder 1921. Amata inversa ingår i släktet Amata och familjen björnspinnare. Inga underarter finns listade i Catalogue of Life.